# 뽀나가
뽀나가(Po Nagar)는 기원전 781년 전에 세워진 참족 사원의 탑으로, 현재 베트남 냐짱 근처인 중세 카우타라 공국에 위치해 있다. 힌두교 여신인 바가바티와 마하쉬아수르마르디니와 동일시하게 된 그 지방의 여신 양뽀나가(楊婆那加)를 기리고 있으며, 베트남어로 티엔 이 타인 머우(Thiên Y Thánh Mẫu)라고 부른다.

## 역사
781년의 석비는 참왕 사티아바르만(Satyavarman)이 ‘하라교’ 지역에서 권력을 되찾았고, 황폐한 사원을 복원했다는 것을 나타낸다. 이 비문으로부터 그 지역은 이전에 일시적인 외세의 지배를 받았으며, 외국의 반달들이 이미 존재하는 사원을 훼손시켰다고 추론할 수 있다. 다른 돌들은 신전에 보석으로 장식되고 천사의 머리를 닮은 무할링가가 들어 있었다는 것을 보여준다. 아마 자바 출신의 외국인 강도들은, “사체보다 더 끔찍한 음식을 먹고 사는 남자들, 겁에 질리고, 완전히 검고 수척하고, 죽음처럼 무섭고 사악한” 사람들이 배에 도착해서, 보석을 훔치고, 말을 어겼을 것이다.:91 비록 왕은 강도들을 바다로 쫓아냈지만, 보물은 영원히 잃어버렸다. 그 돌들은 또한 왕이 784년에 그 언어를 복원했다는 것을 나타낸다.:48
하리바르만 1세 치하의 참군 지도자 세나파티 파는 817년에 기부를 했다. 세나파티는 자야바르만 2세 치하의 크메르족을 공격했다. 하리바르만 1세는 그의 아들 비크란타바르만 3세에 의해 계승되었는데, 이 역시 기부금을 냈다.:104
참왕 인드라바르만 3세가 918년에 쓴 석비는 바가바티 여신에게 황금 동상을 세우라는 명령을 말하고 있다. 이후 석비에서는 950년 크메르의 라젠드라바르만 2세에게 원래의 금상을 도난당했으며:124, 965년 국왕 자야인드라바르만 1세가 잃어버린 동상을 새로운 돌로 교체했다고 보고하고 있다. 1050년의 석비는, 토지, 노예, 보석, 귀금속 등의 제물이 자야 파라메쉬바라바르만 1세에 의해 동상에 만들어졌다고 말하고 있다. 파라마보디사트바는 1084년 통일 후 ‘풍족한 재물’을 주었다. 자야 인드라바르만 3세는 1141년에 사원에 시발링가와 슈리샤나 비슈누를, 1143년에 또 한 번 기부를 했다.:75 1160년, 자야 하리바르만 1세는 ‘풍부한 재물’을 제공했다.:77 크메르 제국의 자야바르만 7세는 “참파의 수도를 점령하고 모든 언어를 운반했다”고 쓰여 있다.:170 후에 돌은 힌두교와 불교의 주요 신들에게 바쳐진 동상들의 존재뿐만 아니라, 여신의 양뽀나가를 기리는 숭배 의식의 축전을 나타낸다.
17세기에 비엣족이 참파를 점령하고 사원의 탑을 점령하여 티엔 이 타인 머우 마우 탑(Thiên Y Thánh Mâu Tower)이라고 불렀다. 여신과 탑에 관한 베트남의 전설들이 많이 생겨났다.

## 유적
뽀나가 단지는 꾸라오산에 위치해 있다. 그것은 세 개의 층으로 이루어져 있는데, 그 중 가장 높은 층은 두 줄의 탑을 포함한다. 주탑의 높이는 약 25m이다.
이 절의 중심 이미지는 키가 1.2m인 양뽀나가 여신이 치마만 입은 채 다리를 꼬고 앉아 있는 석상이며, 열 개의 손이 여러 가지 상징적인 물건을 들고 있다. 베트남 학자 응오반 도아인(Ngo Vǎn Doanh)에 따르면, 이러한 속성은 양뽀나가가 힌두교 여신 마히사수라마르디니나 버팔로 데몬의 살해자 두르가와도 동일시되었음을 보여준다. 마히사수라마르디니 여신의 또 다른 조각품은 사원 입구 위 페디멘트에서 발견될지도 모른다: 그것은 네팔의 여신이 도끼와 연꽃과 몽둥이를 들고 물소 위에 서 있는 모습을 묘사하고 있다. 이 조각품은 10세기 말이나 11세기 초의 트라키외 양식의 참 미술에 속한다.

## 같이 보기
- 참파 예술